# 第59回ベルリン国際映画祭
第59回ベルリン国際映画祭は、2009年2月5日から15日まで開催された。オープニング作品はトム・ティクヴァ監督の『ザ・バンク 堕ちた巨像』で、審査員長はイギリスの女優であるティルダ・スウィントンが務めた。

## 審査員
- ティルダ・スウィントン - 審査員長
- イザベル・コイシェ
- ガストン・カボーレ
- ヘニング・マンケル
- クリストフ・シュリンゲンズィーフ
- ウェイン・ワン
- アリス・ウォーターズ

## コンペティション部門
以下の作品で金熊賞を争った:
| 邦題 原題                                              | 監督                               | 製作国                         |
| ------------------------------------------------------ | ---------------------------------- | ------------------------------ |
| 恋愛社会学のススメ Alle anderen                        | マーレン・アデ                     | ドイツ                         |
| わたしの可愛い人 シェリ Cheri                          | スティーヴン・フリアーズ           | イギリス                       |
| 彼女が消えた浜辺 درباره الی                            | アスガー・ファルハディ             | イラン                         |
| Gigante                                                | アドリアン・ビニエツ               | ウルグアイ ドイツ アルゼンチン |
| Happy Tears                                            | ミッチェル・リヒテンシュタイン     | アメリカ合衆国                 |
| エレクトリック・ミスト 霧の捜査線 In the Electric Mist | ベルトラン・タヴェルニエ           | アメリカ合衆国                 |
| Katalin Varga                                          | ピーター・ストリックランド         | ルーマニア イギリス ハンガリー |
| Little Soldier                                         | アネット・K・オルセン              | デンマーク                     |
| 花の生涯〜梅蘭芳〜 梅蘭芳                              | チェン・カイコー                   | 中国                           |
| メッセンジャー The Messenger                           | オーレン・ムーヴァーマン           | アメリカ合衆国                 |
| London River                                           | ラシッド・ブシャール               | アルジェリア フランス イギリス |
| マンモス 世界最大のSNSを創った男 Mammut                | ルーカス・ムーディソン             | スウェーデン ドイツ デンマーク |
| たった一人のあなたのために My One and Only             | リチャード・ロンクレイン           | アメリカ合衆国                 |
| Rage                                                   | サリー・ポッター                   | イギリス アメリカ合衆国        |
| Ricky リッキー Ricky                                   | フランソワ・オゾン                 | フランス イタリア              |
| Sturm                                                  | ハンス＝クリスティアン・シュミット | ドイツ デンマーク オランダ     |
| 菖蒲 Tatarak                                           | アンジェイ・ワイダ                 | ポーランド                     |
| 悲しみのミルク La teta asustada                        | クラウディア・リョサ               | ペルー                         |

## コンペティション外
次の作品がコンペティション外で上映された
| 邦題 原題                                     | 監督                     | 製作国         |
| --------------------------------------------- | ------------------------ | -------------- |
| エレニの帰郷 Η Σκόνη του Χρόνου               | テオ・アンゲロプロス     | ギリシャ       |
| ザ・バンク 堕ちた巨像 The International       | トム・ティクヴァ         | アメリカ合衆国 |
| 50歳の恋愛白書 The Private Lives of Pippa Lee | レベッカ・ミラー         | アメリカ合衆国 |
| 愛を読むひと The Reader                       | スティーブン・ダルドリー | アメリカ合衆国 |

## 受賞
金熊賞: 『悲しみのミルク』 - クラウディア・リョサ監督
銀熊賞: 
- 審査員グランプリ: 
  - Gigante - アドリアン・ビニエツ監督
  - 『恋愛社会学のススメ』 - マーレン・アデ監督
- 監督賞: アスガー・ファルハディ - 『彼女が消えた浜辺』
- 女優賞: ビルギット・ミニヒマイアー - 『恋愛社会学のススメ』
- 男優賞: ソティギ・クヤテ - London River
- 脚本賞: アレサンドロ・キャモン、オーレン・ムーヴァーマン - 『メッセンジャー』
- 芸術貢献賞: Katalin Varga
- アルフレード・バウアー賞:
  - Tatarak - アンジェイ・ワイダ監督
  - Gigante - アドリアン・ビニエツ監督
- 特別テディ賞:『イングリッシュマン・イン・ニューヨーク』- ジョン・ハート